# 16:9

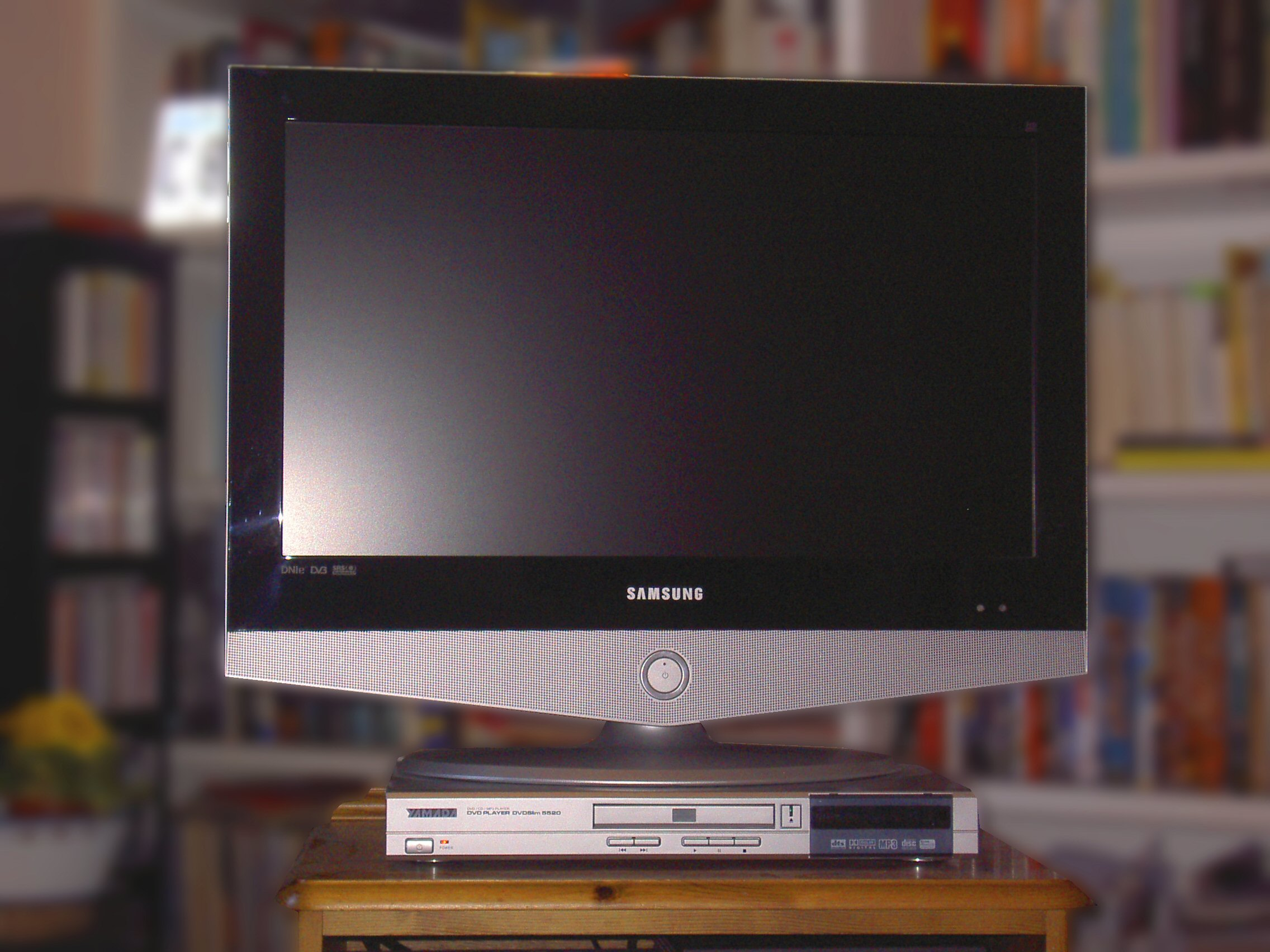
16:9 화면 비율의 LCD 텔레비전 세트

16:9 (1.7:1) (16:9 = 42:32)는 너비 16, 높이 9의 비율을 갖는 가로세로비이다. 2010년대 이후로, 16:9는 텔레비전과 컴퓨터 모니터의 가장 일반적인 화면 비율일 뿐만 아니라 HDTV, 풀 HD, 디지털 텔레비전, 아날로그 와이드 스크린 텔레비전의 국제 표준이다. 가로가 세로의 ⁠16/9⁠ (=⁠1+7/9⁠)을 차지한다.

## 해상도
16:9 화면 비율의 일반적인 해상도는 다음과 같다.
| 너비  | 높이 | 표준     |
| ----- | ---- | -------- |
| 640   | 360  |          |
| 800   | 450  |          |
| 864   | 486  |          |
| 960   | 540  | qHD      |
| 1024  | 576  |          |
| 1152  | 648  |          |
| 1280  | 720  | HD       |
| 1366  | 768  |          |
| 1600  | 900  | HD+      |
| 1920  | 1080 | Full HD  |
| 2048  | 1152 | QWXGA    |
| 2560  | 1440 | QHD      |
| 2880  | 1620 |          |
| 3200  | 1800 |          |
| 3840  | 2160 | 4K UHDTV |
| 4096  | 2304 | HWXGA    |
| 5120  | 2880 | 5K       |
| 7680  | 4320 | 8K UHDTV |
| 15360 | 8640 | 16K      |

## 모니터 구성

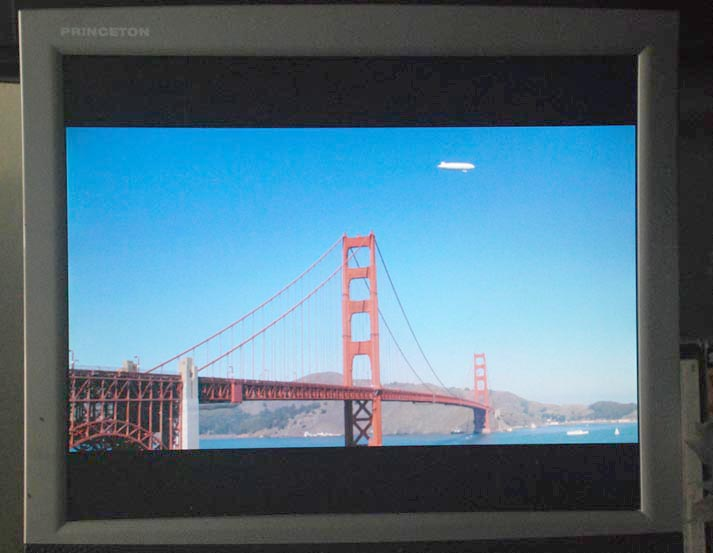
16:9 화면 비율의 4:3 (레터박스)
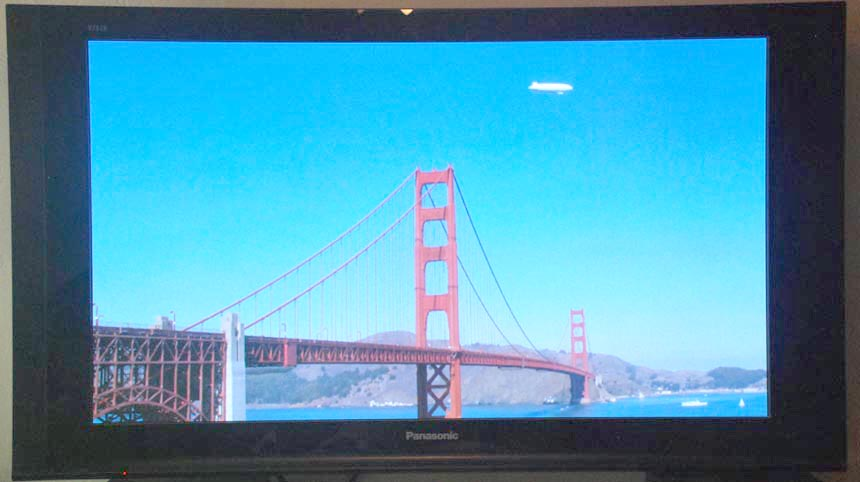
16:9 화면 비율의 16:9 (원본)
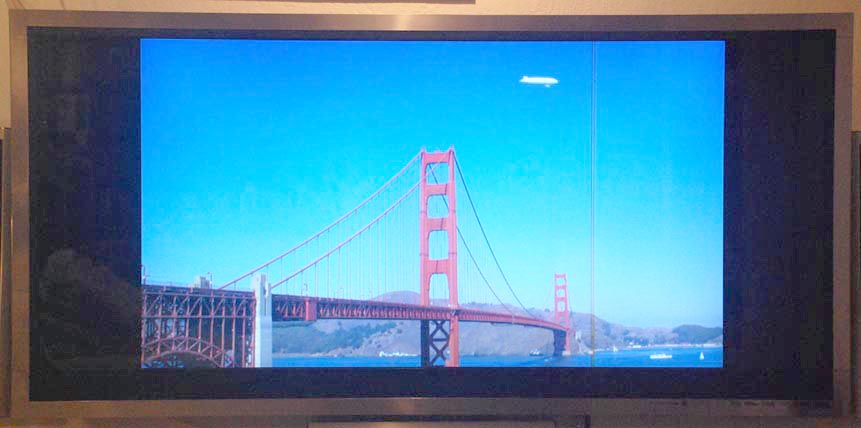
16:9 화면 비율의 21:9 (필러박스)

## 같이 보기
- 가로세로비
- 9:16
- 1080p / 1080i
- 720p
- 4:3
- 16:10